# Sassia nassariformis
Sassia nassariformis is een slakkensoort uit de familie van de Cymatiidae. De wetenschappelijke naam van de soort werd voor het eerst geldig gepubliceerd in 1902 door G.B. Sowerby III als Lotorium nassariformis.